# Winter Wonderland

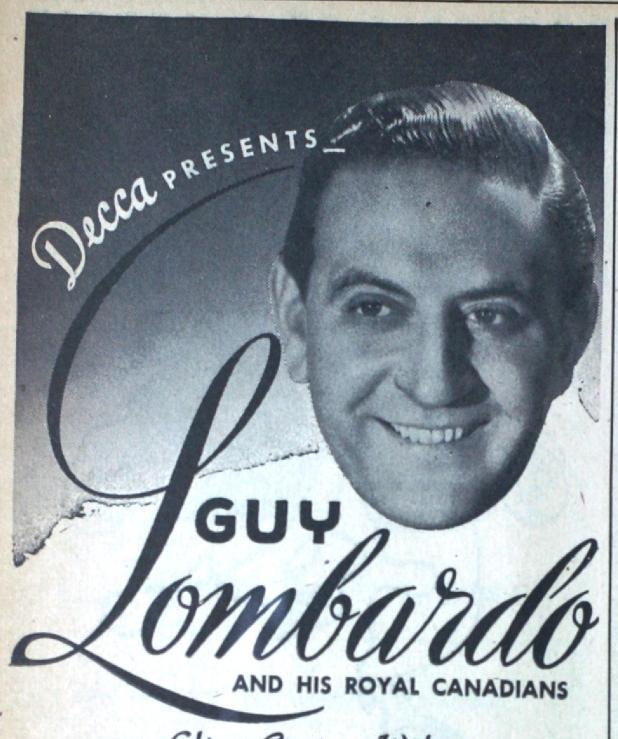
Guy Lombardo, magazyn Billboard, 1945 r.

Winter Wonderland – piosenka napisana w 1934 roku przez Feliksa Bernarda i autora tekstów Richarda Bernharda Smitha. Piosenka znajduje się w czołówce najczęściej wykonywanych utworów świątecznych.

## Historia
Richard Bernhard Smith napisał tekst piosenki w 1934 roku podczas leczenia gruźlicy w West Mountain Sanitarium w Scranton . Muzykę skomponował przyjaciel Smitha – Felix Bernard   – który następnie bezskutecznie poszukiwał wykonawcy . Piosenka trafiła w końcu do Joeya Nasha, wokalisty występującego z „Richard Himber Orchestra”, który namówił Richarda Himbera do nagrania utworu . RCA Victor wypuściła utwór kilka tygodni później .
Piosenkę usłyszał Guy Lombardo (1902–1977), który dokonał jej nagrania we własnej interpretacji wraz ze swoją orkiestrą „Royal Canadians” , przez wytwórnię Decca Records . Rozgłośnie radiowe preferowały wersję Lombardo, którego wcześniejsze utwory zdobywały wysokie lokaty na listach przebojów . Wydana na początku grudnia 1934 roku Winter Wonderland w wykonaniu Lombardo zajęła drugie miejsce w rankingu Hit Parade  .
Winter Wonderland w wykonaniu Teda Weemsa (1901–1963) okazała się ponownie hitem w 1935 roku .
W wersji Johnny’ego Mathisa, na jego płycie „Wesołych Świąt” z 1958 roku, wstęp jest śpiewany między pierwszym a drugim refrenem.
W 1960 roku Ella Fitzgerald nagrała aranżację jazzową piosenki do swojego wydania w wytwórni płytowej Verve Records, „Ella Wishes You a Swinging Christmas”.
W 2016 roku Ronan Keating nagrał wersję piosenki w wersji dla półkuli południowej, zatytułowaną „Summer Wonderland”.
Wersja Guya Lombardo była najwyżej na listach przebojów w momencie jej wprowadzenia. Wersja piosenki w wykonaniu Johnny’ego Mercera znalazła się na 4. miejscu listy Billboard Hot 100 Airplay w 1946 roku. W tym samym sezonie wersja Perry’ego Como trafiła do pierwszej dziesiątki. Como ponownie nagrał piosenkę do świątecznego albumu z 1959 roku.
W listopadzie 2007 roku Amerykańskie Stowarzyszenie Kompozytorów, Autorów i Wydawców (ASCAP) wymieniło utwór „Winter Wonderland” jako najczęściej graną piosenkę świąteczną, napisaną przez członka ASCAP, w latach 2002–2007.

## Wybrani wykonawcy
Piosenka została nagrana przez ponad 200 różnych artystów, m.in.:

- Perry Como (1946)[4]
- The Andrews Sisters (1946)[4]
- Frank Sinatra (1948)
- Jo Stafford (1955)
- Johnny Mathis (1958)
- Dean Martin (1959)
- Connie Francis (1959)
- Ella Fitzgerald (1960)
- Bing Crosby (1962)
- Darlene Love (1963)
- Aretha Franklin (1964)
- Andy Williams (1965)
- Elvis Presley (1971)
- Mireille Mathieu (1977)
- Anne Murray (1981)
- Air Supply (1987)
- Eurythmics (1987)
- Kenny Rogers (1989)
- Doris Day (1990)
- Amy Grant (1992)
- Garth Brooks (1992)
- Cocteau Twins (1994)
- Neil Diamond (1994)
- Ringo Starr (1999)
- Alan Jackson (2002)
- Radiohead (2002)
- Jason Mraz (2005)
- Macy Gray (2008)
- Michael Bublé (2011)
- Rod Stewart (2011)
- Leona Lewis (2013)
- Kylie Minogue (2013)
- Tony Bennett i Lady Gaga (2014)
- Brett Eldredge (2016)
- Sam Feldt (2019)
- Laufey (2023)

Piosenka znajduje się w czołówce najczęściej wykonywanych utworów świątecznych.